# Taz Skylar
Tarek Yassin Skylar (Canárias, 5 de dezembro de 1995), mais conhecido como Taz Skylar, é um ator espanhol. Ele é conhecido por seu papel principal como Sanji na série One Piece da Netflix.

## Biografia
Skylar nasceu e foi criado nas ilhas Canárias de Tenerife, seu pai Hassan Yassin tem ascendência libanesa de Serra Leoa e sua mãe Gwen Skylar é britânica de Yorkshire.
Skylar começou sua carreira no Reino Unido, onde começou a atuar em vários pequenos papéis. Ele fez sua estreia no cinema como Dawes em The Kill Team, dirigido por Dan Krauss, duas vezes indicado ao Oscar.
Em 2023, Skylar foi escalado para interpretar Sanji na série One Piece da Netflix.

## Filmografia

### Cinema
| Ano  | Título        | Papel          | Notas       |
| ---- | ------------- | -------------- | ----------- |
| 2015 | Venom         | Victim         | Filme curto |
| 2015 | Beautiful     | Jasper         | Filme curto |
| 2016 | Trophy        | David          | Filme curto |
| 2018 | Neon          | Neon           | Filme curto |
| 2018 | Multi-Facial  | Mike           | Filme curto |
| 2019 | The Kill Team | Sergeant Dawes |             |
| 2019 | Lie Low       | Marty          |             |
| 2019 | Final Gift    | Betim          | Filme curto |
| 2020 | Villain       | Jason          |             |
| 2021 | Boiling Point | Billy          |             |
| 2021 | Split Sole    |                | Filme curto |
| 2022 | Dead Silent   | Liam           | Filme curto |
| 2022 | The Deal      | Gin            |             |

### Televisão
| Ano           | Título              | Papel      | Notas            |
| ------------- | ------------------- | ---------- | ---------------- |
| 2018–2019     | The Reserves        | Caps       |                  |
| 2022          | Agatha Raisin       | Harry Beam | 2 episódios      |
| 2022          | The Lazarus Project | Walt       | 2 episódios      |
| 2023–presente | One Piece           | Sanji      | Elenco principal |
| 2023          | Boiling Point       | Billy      |                  |